# Abbey Coachworks

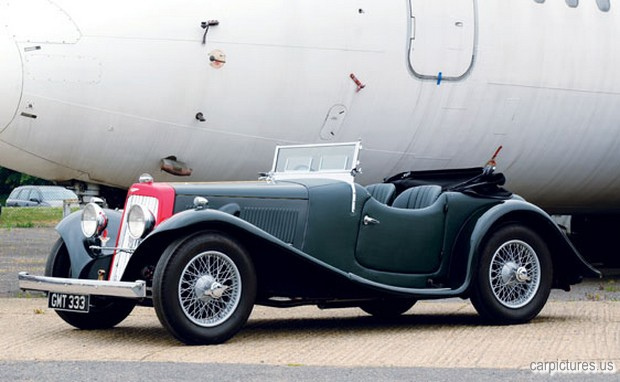
Randonneuse de sport de 1938 sur un châssis Aston Martin 15-98.

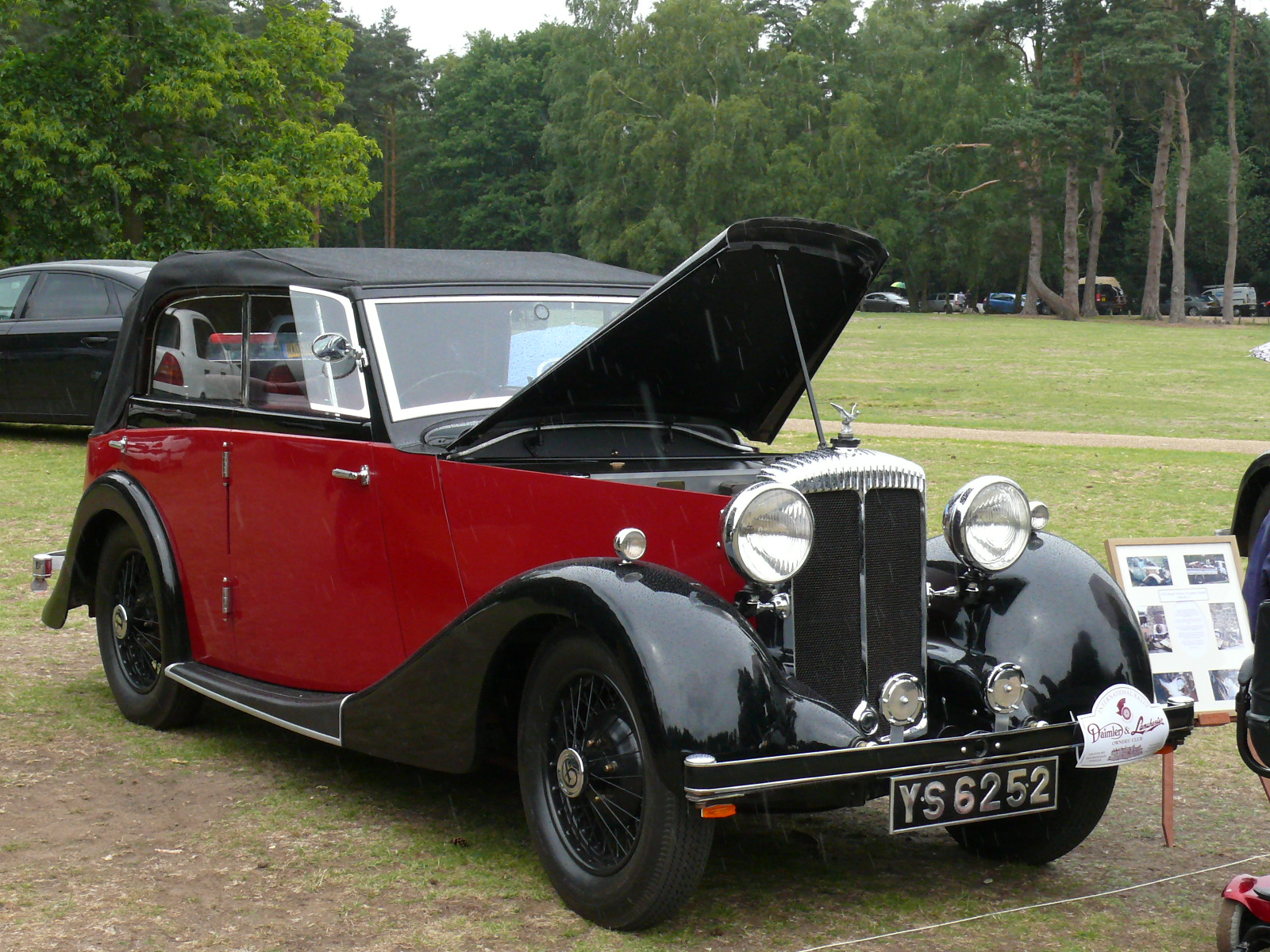
La Wingham 4 portes tous temps de Martin Walter de 1936 sur un châssis Daimler Quinze, à Sandringham.

Abbey Coachworks Limited était un carrossier Britannique basé à Merton, au Sud-Ouest de Londres et ensuite à Acton, au Nord-Ouest de Londres, actif entre 1930 et 1938.
Arthur P Compton mis en place plusieurs entreprises de carrosserie, y compris Compton, Fils et Terry qui fut fondée en 1929 à Merton, au Sud-Ouest de Londres. Il quitta en 1930 pour fonder sa propre entreprise et son partenaire D.H. Terry associé avec D.H.B. Power renomma la compagnie Abbey Coachworks. En 1933, la société a déménagé dans des locaux plus grands à Acton, au Nord-Ouest de Londres. En 1936, ils reprennent la marque Wingham à Martin Walter et changent leur nom en Wingham Martin Walter. Ils se présentaient en 1937 au salon de l'Automobile de Londres sous leur nouveau nom, mais à la fin des années 1930, la carrosserie de voiture personnalisée était en phase terminale de déclin et l'entreprise semble avoir disparu peu de temps après. Martin Walter, eux, continuèrent et après la seconde Guerre Mondiale firent une gamme de camping-cars nommés Dormobile, ainsi que des carrosseries d'ambulances et de minibus sur des châssis Bedford, Austin et Ford.
Abbey semble s'âtre concentré sur la production de petites séries, plutôt que sur la carrosserie sur-mesure. Les voitures équipées incluent la Wolseley Hornet Spécial, la Rover 20 et diverses MG, notamment la MG Magna, mais aussi des Ford, des Hillman et des Vauxhall. Une partie de leur production fut faite en sous-traitance pour d'autres carrossiers comme Jarvis de Wimbledon et fut vendue sous d'autres noms qu'Abbey.